# Quintana del Xei

La Quintana del Xei, respecte del terme de Castellcir

La Quintana del Xei és una quintana, camps de conreu al costat mateix d'una masia, del terme municipal de Castellcir, a la comarca del Moianès. Pertany a l'enclavament de la Vall de Marfà.
Està situada a migdia de la masia del Xei, a l'esquerra de la Golarda. És en el vessant nord del Serrat del Coll i a llevant del Roc del Paraigua.